# Gulzat Uralbayeva
Gulzat Uralbayeva (kaz. Гүлзат Оралбаева; ur. 4 grudnia 1989) – kazachska judoczka. Olimpijka z Pekinu 2008, gdzie zajęła dziewiętnaste miejsce w wadze lekkiej.
Startowała w Pucharze Świata w 2008. Uczestniczka igrzysk azjatyckich w 2006 i mistrzostw Azji w 2008. Mistrzyni Azji juniorów w 2006 roku.

## Letnie Igrzyska Olimpijskie 2008
| Konkurencja | Eliminacje            | Klas. końcowa |
| Konkurencja | Przeciwnik I          | Miejsce       |
| ----------- | --------------------- | ------------- |
| 57 kg       | Valerie Gotay (USA) P | 19.           |